# التهاب العنكبوتية
التهاب العنكبوتية (بالإنجليزية:Arachnoiditis) هو التهاب يصيب العنكبوتية وهي إحدى الأغشية المحيطة بالأعصاب النابعة من الحبل الشوكي وتحميه والتي تٌعرف بالسحايا. يعاني المريض بالتهاب العنكبوتية بألم لاذع في الأعصاب والاضطرابات العصبية، ولا يوجد سن محدد أكثر عرضة للمرض فقد يصيب المعرضين للمرض في جميع الأعمار.

## الأعراض
لا يوجد نمط ثابث لأعراض مرض التهاب العنكبوتية، إلا أنه يؤثر على الأعصاب أسفل الظهر والساقين. ولكن الأعراض الأكثر شيوعا هو الألم الحاد. كما يمكن أن تظهر:
- خدر ووخز في الساقين.
- شعور وأحاسيس وكأن حشرات تزحف على جلده أو مياه تتقاطر أسفل الساق
- ألم شديد شبيه بالصدمة الكربائية
- تشنج في العضلات وفقدان السيطرة عليها.
- سلس المثانة والأمعاء.

## التشخيص
يمكن أن يكون من الصعب تشخيص التهاب العنكبوتية، لكن باختبارات مثل (التصوير المقطعي المحوري المحوسب) أو التصوير بالرنين المغناطيسي يساعد في تشخيص المرض. كما يمكن تقييم شدة الضرر الجارية لجذور الأعصاب المتأثرة باستخدام النبضات الكهربائية للتحقق من وظيفة العصب.

## الأسباب
يمكن أن يصبح مرض العنكوبية مزمنا بسبب تواجد تهيج من إحدى العناصر التالية:
- إصابة مباشرة في العمود الفقري.
- المواد الكيميائية: تستخدم في صبغ myelograms المستخدمة في تصوير النخاع الشوكي.ألقي باللوم في بعض حالات التهاب العنكبوتية على صبغ myelograms المستخدمة في تصوير النخاع الشوك، وقد تم الإشارة إلى ذلك في وسائل الإعلام، ولكن. أيضا، هناك قلق من أن المواد الحافظة الموجودة في حقن الستيرويد فوق الجافية قد يسبب التهاب العنكبوتية.
- العدوى من البكتيريا أو الفيروسات: يمكن لإصابة بعدوى مثل التهاب السحايا الفيروسي والسل الفطرية أن تؤثر على العمود الفقري.
- ضغط مزمن في الأعصاب في العمود الفقري: أسباب هذا الضغط تشمل الأمراض المزمنة التنكسية للغضاريف القرصية.
- مضاعفات جراحة العمود الفقري.[2]

## المضاعفات
- بمكن أن يؤدي إلى تشكيل ندبا ويمكن ان يتسبب في التصاق أعصاب العمود الفقري مما يؤدي إلى عطلها.
- الخراجات تحت العنكبوتية.
- تكهف النخاع.
- حركات غير منسقة.
- فقدان ردود الفعل في الطرف العلوي.
- طفح جلدي.

## العلاج والوقاية
لا يوجد علاج لالتهاب العنكبوتية حاسم بل تتركز معظم العلاجات على تخفيف الألم وتحسين الحالة الصحية للمصاب والتقليل من الأعراض التي تعوق الأنشطة اليومية للمصاب من خلال تخفيف الألم. والعلاج الطبيعي. وممارسة الرياضة. والتاهيل النفسي المعرفي للتعامل مع المرض في الحياة اليومية للمصاب.
وهناك الجراحة: ولكن نتائجها ضعيفة و قصيرة المدى.
ومن إجراءات الوقاية الحذر وتجنب الإصابات المباشرة للعمود الفقري. والعمل على سرعة معالجة التهاب السحايا وزيارة الطبيب في أقرب وقت ممكن.
الاستشارة المباشرة مع الطبيب المختص في حال أي شكوك أو ألم. وعدم اتخاذ أي إجراء طبي دون زيارة الطبيب واستشارة المتخصصين.

## روابط خارجية
- Arachnoiditis Information Page  على موقع المعهد الوطني للاضطرابات العصبية والسكتة الدماغية (NINDS)
- Arachnoiditis
- http://www.burtonreport.com/InfSpine/AdhesArachAnatomy.htm
- Arachnoiditis; Familial spinal arachnoiditis (subtype); Spinal tuberculous arachnoiditis (subtype) في معاهد الصحة الوطنية الأمريكية للأمراض النادرة
- الوراثة المندلية البشرية عبر الإنترنت (OMIM): Spinal arachnoiditis -182950
- Arachnoiditis UK website offering information and a Facebook Support Group
- The Official YouTube site of the End Depo-Now Campaign